# Ahito
Ahito es un personaje de la serie Francesa de televisión Galactik Football.
El portero del sueño de los Snow Kids, y hermano gemelo de Thran, Ahito tiene reflejos impresionantes. Su costumbre de tomar siestas siempre que no se puede, parece herir su capacidad, incluso se queda dormido en la cancha.

## Argumento
Él es narcoléptico y en la segunda temporada es golpeado por una misteriosa enfermedad.
Es el creador del nombre para el equipo los Snow Kids, lo propuso cuando el equipo iva camino al planeta de los Wambas a un partido amistoso. 
Ahito y su hermano gemelo nacieron en Akillian al comienzo de la Edad de Hielo de Akillian. Ahito es el gemelo más joven. Al nacer los dos gemelos fueron contaminados por el Meta-Fluido, que más tarde se manifiestan como una fiebre terrible. Él es un viejo amigo de D'Jok, Micro Ice y Mark.
Durante la competición de la copa de Galactik Football, él y otros seis jugadores fueron abatidos por la enfermedad el Meta-Fluido. En última instancia, optó por eliminar el flujo de Meta-Fluido y pasó a ganar la copa.
Justo antes del comienzo de la segunda temporada Ahito es golpeado por una enfermedad repentina. Él regresa a casa, para Akillian, para recuperarse, en la que se rehabilita con la ayuda de la sugestión Dama Simbay.Yuki la prima de Thran y Ahíto lo reemplaza como portero. El regreso a casa durante el resto del equipohacen una visita a Akillian y es capaz de volver al Estadio Génesis con ellos. Su regreso a jugar en la segunda mitad de la final de 16 partidos contra los Wambas, inspira a su equipo a la victoria de marcar. Que sigue desempeñando en los partidos de semifinales, pero tiene que ocultar su enfermedad de su entrenador y el equipo, incluso yendo tan lejos como para hacer la promesa Thran de no decir a Aarch.
Durante la final de la Copa de Galactik Football, la misma enfermedad comienza a afectar a Ahito, lo que le hace cometer errores. Por último se ve obligado a admitir de su enfermedad a Aarch y pide que se retiren del juego. Durante la tanda de penaltis para decidir la copa, Yuki se  daña el tobillo, lo que obligó Ahito reemplazarla en el tiroteo final. Ahito ataja el disparo, dando a los Snow Kids la ventaja en el tiroteo, que permite a Rocket marcar el gol definitivo.